# Hadena tripolensis
Hadena tripolensis là một loài bướm đêm trong họ Noctuidae.